# Livre de la terre

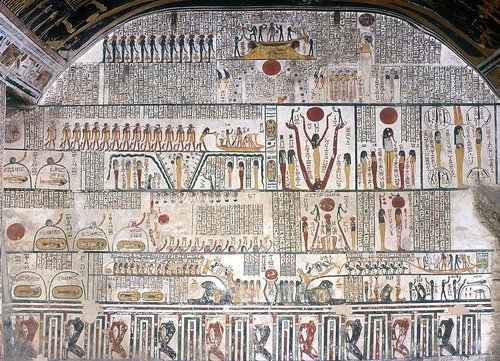
Le livre de la terre dans KV9

Le livre de la terre est un texte funéraire de l'Égypte antique, nommé également La création du disque solaire ou Le livre d'Aker.
Le livre apparaît dans les tombes de Mérenptah (XIXe dynastie), Taousert, Ramsès III (XXe dynastie), Ramsès VI, et Ramsès VII et sert de pendant au Livre des cavernes.
Les figures centrales du livre sont Osiris, Rê et Ba et son histoire relate le voyage du soleil dans le monde souterrain du dieu de la Terre, Aker.

## Genèse
Les scènes représentant Le livre de la terre ont été trouvées sur les murs des tombes de Ramsès VI et Ramsès VII. D'autres images additionnelles ont été trouvées sur les murs de tombes royales à partir du Nouvel Empire et jusqu'à la Basse époque, mais généralement, les scènes sont dispersées, l'ordre des illustrations étant compliqué.
Jean-François Champollion est le premier à publier les images et les textes de la tombe de Ramsès VI dans ses Monuments de l’Égypte où il déchiffre les hiéroglyphes présents dans la tombe. Mais c'est Alexandre Piankoff qui est le premier à réellement étudier la composition des images et des hiéroglyphes et à chercher le sens derrière les illustrations.
En 1963, Bruno Stricker analyse Le livre de la terre comme une embryologie divine.

## Structure du livre
L'analyse du livre est rendue compliquée par certaines scènes additionnelles provenant d'autres tombes, sans qu'il soit possible de les inclure ou de les exclure formellement de l'histoire du livre de la terre.
Bien que l'analyse en soit incertaine, il est possible que la composition originelle ait été divisée en trois registres. Friedrich Abitz considère qu'il n'y a que deux registres dont un seul comporte des scènes de punition.
Le Livre de la terre utilise le disque solaire comme un thème récurrent. Les scènes sont orientées vers la droite, et les illustrations peuvent être lues de droite à gauche, comme dans la tombe de Ramsès VI. Ce qui est en contradiction avec la configuration typique décrite par Alexandre Piankoff

Alexandre Piankoff a identifié quatre parties au Livre de la terre, qu'il note de A à D. Friedrich Abitz y ajoute une partie E, correspondant à des scènes trouvées sur les côtés d'un pilier.
Ces éléments comprennent le thème de la création du disque solaire et le thème du dieu soleil, le voyage de Rê dans le monde souterrain, hors de la lumière. 

### Partie A
Au début de cette section, le dieu soleil est entouré de momies sur un tumulus appelé la butte des ténèbres. Au-dessus de la butte, une barque solaire est visible. 
Après cette scène, Aker est représenté en double sphinx personnifiant l'entrée et la sortie du royaume des morts, la barque solaire étant située entre les deux. Au-dessous, la résurrection du corps du soleil est montré, alors que cette scène est plutôt représentée dans la chambre funéraire. Un faucon émerge du disque solaire, et la lumière tombe sur un « mystérieux corps ».
Dans la scène suivante, douze déesses représentent chacune une heure de la nuit. Chaque déesse est accompagnée d'un hiéroglyphe d'étoile et un autre de l'ombre, un disque rayonnant l'entourant.
Au début de la quatrième scène, des momies sont enfermées dans quatre grands cercles. 
Dans la cinquième scène, un dieu central qui est peut-être Osiris, est entouré par les corps de Shou, Tefnout, Khépri et Nun.
Dans la sixième scène, une paire de bras monte des profondeurs. Une déesse, appelée Annihilator, est debout, ses bras tendus pour embrasser le disque solaire. Les bras soutiennent deux déesses en prière nommées Est et Ouest et orientées en sens inverse. Il est possible que le registre supérieur de cette partie se termine par une ligne contenant un titre de ce travail, mais il est inconnu.
Le registre du milieu commence à nouveau par la barque solaire. Elle est tractée par quatorze dieux à tête de bélier. Un dieu est debout dans sa caverne, entouré de douze déesses étoiles qui étendent leur disque sur lui.
La scène suivante, qui se trouve dans la tombe de Ramsès VI, montre cinq tumulus d'où émergent une tête et des bras faisant un geste de louange.
Dans la troisième scène, se trouvant de façon très détaillée sur le sarcophage de Ramsès VI, montre la naissance du soleil.

### Traductions
- Erik Hornung, Ancient Egyptian Books of the Afterlife, Cornell University Press, 1999.

### Études
- (en) Robert Armour, Gods and Myths of Ancient Egypt, Cairo, Egypt, American University in Cairo, 1986, 207 p. (ISBN 978-977-424-669-2, lire en ligne)

- Jean-François Champollion, Monuments de l'Égypte et de la Nubie, Paris, Firmin Didot frères, 1835 (lire en ligne)

- (en) Erik Hornung, The Ancient Egyptian Books of the Afterlife, Ithaca, NY, Cornell UP, 1999, 188 p. (ISBN 978-0-8014-8515-2, lire en ligne)

- (en) Erik Hornung, Conceptions of God in Ancient Egypt : The One and the Many, Ithaca, NY, Cornell UP, 1996, 296 p. (ISBN 978-0-8014-8384-4)

- (en) Paul Nicholson, The Princeton Dictionary of Ancient Egypt, Princeton, NJ, Princeton UP, 2008, 368 p. (ISBN 978-0-691-13762-9)

- Alexandre Piankoff, La Création du Disque Solaire, IFAO (Bibl. d'Ét. 19), 1953 (ASIN B0017UZNA4)

- (en) Alexandre Piankoff, The Tomb of Ramesses VI, Pantheon, 1954 (ASIN B00224F1IS)

- (en) Donald Redford, The Ancient Gods Speak : A Guide to Egyptian Religion, Oxford, Oxford UP, 2002, 405 p. (ISBN 978-0-19-515401-6)

- (en) David Silverman, Religion in Ancient Egypt : Gods, Myths, and Personal Practice, Ithaca, NY, Cornell UP, 1991, 217 p. (ISBN 978-0-8014-9786-5, lire en ligne)

- (en) Ian Shaw, The Oxford History of Ancient Egypt, Oxford, Oxford UP, 2004, 525 p. (ISBN 978-0-19-280458-7, lire en ligne)